# 都志見久美子
都志見 久美子（つしみ くみこ、1996年1月24日 - ）は、日本の女優、歌手、元リングアナウンサーである。
マクスタア所属を経て、フリーランスで活動している。

## 来歴
山口県萩市出身。東京自由学院卒業。
CMや映画を中心に女優活動をする傍ら、元「チェッカーズ」鶴久政治プロデュースの音楽ユニット「243と吉崎綾」（にーよんさんとよしざきあや）のメンバーとしても活動。当初、243としては面をつけるなど正体不明の歌手として活動していたが、2017年6月に女優の都志見であることを明かし、その後は243としての歌手活動も素顔で行う。
2020年から「プロフェッショナルレスリングJUST TAP OUT」のリングアナとしてデビュー。本来デビュー予定であった3月大会が新型コロナウイルス感染拡大に伴う、東京都からの要請により中止となり、同年6月20日のニコプロ配信大会でデビュー。7月20日、新木場1stリング大会で初めて客前でのアナウンスを行った。以降は、スポットで後楽園大会をメインに参加。
芸能活動に専念するため、2021年11月30日をもって、団体契約を終了し、リングアナ活動を終了した。
2024年、結婚。

## 人物
- 趣味は肉、ゲーム、ラジオ聴取、 プロレス観戦[8]。
- 特技は片手側転、側転、フラフープ、いろはかるた[9]。
- マルチーズとトイプードルのミックス犬を飼っている。名前は花(はな)。

## 作品

### CD

#### 243（20週連続配信）[10]
- 『なんてったってアイドル』（2016年2月14日、BOLSTAR MUSIC）
- 『卒業』（2016年2月21日、BOLSTAR MUSIC）
- 『セーラー服と機関銃』（2016年2月28日、BOLSTAR MUSIC）
- 『WAKUWAKUさせて』（2016年3月6日、BOLSTAR MUSIC）
- 『スローモーション』（2016年3月13日、BOLSTAR MUSIC）
- 『C-Girl』（2016年3月20日、BOLSTAR MUSIC）
- 『時をかける少女』（2016年3月27日、BOLSTAR MUSIC）
- 『センチメンタルジャーニー』（2016年４月３日、BOLSTAR MUSIC）
- 『夏の扉』（2016年4月10日、BOLSTAR MUSIC）
- 『Oneway Generation』（2016年4月17日、BOLSTAR MUSIC）
- 『六本木純情派』（2016年4月24日、BOLSTAR MUSIC）
- 『愛・おぼえていますか』（2016年5月1日、BOLSTAR MUSIC）
- 『MUGO・ん・・・色っぽい』（2016年5月8日、BOLSTAR MUSIC）
- 『夏色のナンシー』（2016年5月15日、BOLSTAR MUSIC）
- 『青い珊瑚礁』（2016年5月22日、BOLSTAR MUSIC）
- 『スターダスト・メモリー』（2016年5月29日、BOLSTAR MUSIC）
- 『You're My Only Shinin' Star』（2016年6月5日、BOLSTAR MUSIC）
- 『北ウィング』（2016年6月12日、BOLSTAR MUSIC）
- 『セシル』（2016年6月19日、BOLSTAR MUSIC）
- 『SWEET MEMORIES』（2016年6月26日、BOLSTAR MUSIC）

#### 243と吉崎綾
- ファーストシングル『恋のロマンス』（2017年2月22日、BOLSTAR MUSIC）
- セカンドシングル『青春のダイアリー』（2017年7月12日、BOLSTAR MUSIC）
- ファーストアルバム『ふたり』（2018年8月15日、BOLSTAR MUSIC）[11]

## 出演

### ドラマ
- 『ひよっこ』（NHK、2017年） - 女子工員 役
- 『親不孝通りのドブ恋2』（TNC、2020年）– スペシャリスト編、ケダモノたちの宴
- 『偽物で何が悪い』(しゅくろーから夜ふかしYouTubeドラマ、2022年) - あんな役
- 『きいてください、最後の曲です』 (Ahamoコンテンツ、2022年)　- 飛鳥役
- 『まだ私、あなたの特別になれますか？』(しゅくろーから夜ふかしYouTubeドラマ、2022年)  - 清水愛子役
- 『ヤりたい男と殺りたい女』 (ドラマアプリBUMP、2022年) -  めぐみ役

### 映画
- 『ヒカップガールらぶまどか』（2011年） - 紗香 役[9]
- 『好きでもないくせに』（2016年） - キャバ嬢 役
- 『天使じゃないッ!』（2018年） - 大地恵 役[12]
- 『天使じゃないッ！2』（2018年） - 大地恵 役[13]
- 『ミッドナイトスワン』（2020年）ｰ 一果の同級生役
- 『ライフライナーズ』 (2021年)  .- ゆのぴぃ役
- 『傘カラカサ』 (2021年)  - 南原ななみ役
- 『ガチャコン!』 (2022年)  - クミコ役
- 『ガチャコン!2青春編』 (2023年)  - クミコ役
- 『LONESOME VACATION』（2023年公開予定）[14]
- 『生きない』（2023年） - 近藤ムツミ 役[15][16]

### ショートムービー
- 『運命』第二話 選択（2019年） - ウミ 役
- 『kidofuji』(2022年)  - 那月役

### ミュージックビデオ
- 角松敏生『The Moment of 4.6 Billion Years〜46億年の刹那〜』（2014年）[17]
- いきものがかり『ラブとピース！』（2015年）
- H△G『夏の在りか』（2017年）
- 243と吉崎綾『愛が止まらない』（2017年）
- 243と吉崎綾『青春のダイアリー』（2017年）
- クレイ勇輝『SO LIFE GOSE ON』（2017年）
- 15MUS『変わらないで』(2022年)
- ハニーカミーズ『アタシダメなガール』(2022年)
- SUKISHA×kojikoji『Room Tour』(2022年)
- オノシュンヤ『One Night Lover』(2023年)

### Web CM
- 小田急電鉄『小田急ロマンスカーWEB CM』（2015年） - 歌のみ
- 株式会社CAモバイル『ベンチャー就活あるある』（2018年）
- 三菱UFJトラストシステム株式会社『就活』編（2019年）
- 石川県観光連盟PR動画『女子旅』編　(2022年)
- 株式会社ことら　送金システムwebムービー『女子旅』編  (2022年)
- 福島県郡山市公式PR動画『メイドイン郡山ラヴ』(2023年)
- 株式会社ヒーラルヘルスケア研究所『ヒーラルインファーマー』 (2023年)

### 舞台
- 劇団幕星『俺が読む哲学の嘘』（2015年）
- ロックミュージカル『STAND IN THE WORLD』（2016年）
- 劇団チキンハート『名前はまだない』（2016年）
- ワンツーワークス『遠い国から来た、良き日』（2016年）
- LIVEDOG GIRLS『レディ・ア・ゴーゴー！！』（2016年）
- ドラマデザイン社『清らかな水のように』（2018年）
- あひるなんちゃら『寒がる寒がり』（2020年）
- 配信朗読劇『ヘッド本。なつ』（2020年、quartet-online.net）

### ライブ
- 角松敏生
  - 『THE MOMENT』（2014年） - 埼玉、千葉、東京公演
  - 『CloceOut 2014』（2014年） - 東京公演のみ
  - 『TOSHIKI KADOMATSU 35th Anniversary Live〜逢えて良かった〜』（2016年）
  - 『〜SEA・IS・Ａ・LADY〜』（2017年） - 東京公演のみ

- 『OTODAMA』（2017年・2018年）
- 『ラストアイドルファミリーコンサート』（2018年）
- 『やついフェス』（2018年）

### ラジオ
- 『ODAKYU SOUND EXPRESS』（TOKYO FM、2017年）
- 『金曜だけじゃもの足りない』（渋谷クロスFM、2018年）
- 『バズラジ』（渋谷クロスFM、2018年）

### その他
- 『P リング　呪いの7日間 2』（2020年、藤商事） - クミコ 役
- デジタル写真集『月刊都志見久美子×魚住誠一』(2023年〜、月刊デジタルファクトリー)